# Goffredo
Goffredo je muško talijansko ime. Od njemačke riječi Gottes Friede, nastalo od germanskih imenica god (Bog) und frid (mir).

## Varijacije
- engleski: Godfrey Goffrey Geoff
- francuski: Godefroy
- njemački: Gottfried

## Poznati nositelji imena
- Goffredo Petrassi (1904. – 2003.), talijanski skladatelj